# 雷横

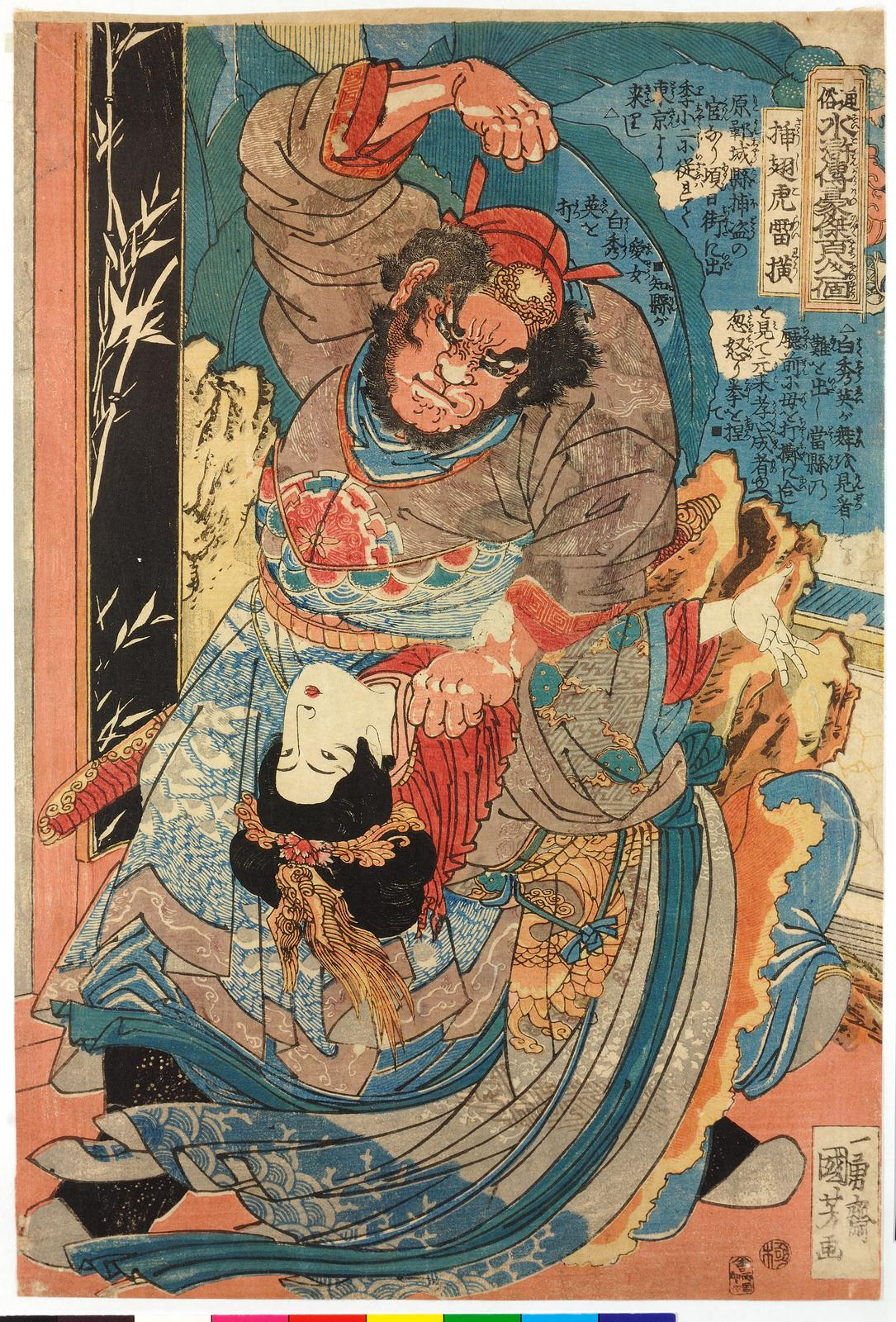
雷横

雷 横（らい おう）は、中国の小説で四大奇書の一つである『水滸伝』の登場人物。
梁山泊第二十五位の好漢。天退星の生まれ変わり。渾名は挿翅虎（そうしこ・羽の生えた虎）で、身が軽く2～3丈の川を跳び越えることができたことに由来する。若い頃職を転々とし、後に鄆城県の都頭となった。身長は七尺五寸、赤銅色の顔に左右に跳ね上がった髭をたくわえている。朴刀を使うが武芸の腕前は劉唐に劣る。

## 生涯
鄆城県の都頭の雷横が巡察中、東渓村の廟で不審な男を捕らえる。保正の晁蓋の親戚だということで釈放するが、それは赤髪鬼の劉唐だった。怒った劉唐に挑みかかられ一騎討ちとなるが、呉用が割って入ったために勝負がつかなかった。しばらく後、生辰網強奪の犯人として晁蓋の捕縛を命じられると彼との友誼からわざと取り逃がす。
数年後、任務で梁山泊付近を通ると水塞に招かれてもてなされた。引き止められたが、老母が心配だと断って鄆城に帰る。街に戻った雷横は旅芸人の一座と悶着を起こし、歌い手の白秀英を殺害してしまう。死罪となるが同僚の朱仝の手引きで逃亡し、梁山泊に身を寄せた。その後自分を逃がしたために罪に問われた朱仝を梁山泊に引き入れる計略に参加。朱仝に接触し、彼に懐いていた子供と引き離して李逵に殺害させた。
梁山泊では歩兵軍の頭領として各地の戦いに参加。高唐州攻めでは高廉を討ち取る功績をあげたが、その後は目立つ手柄はなかった。方臘討伐中盤で呼延灼の指揮の下、徳清県を攻める。敵将の司行方と一騎討ちをして三十合あまり渡り合った末、馬から斬り落とされて戦死した。張順が宋江の夢に出た際、血まみれの姿でその後ろにたたずんで別れを告げた。